# Carl Johan Ljungfelt
Carl Johan Ljungfelt, född 7 juni 1788, död 15 maj 1810 i Stockholm, var en svensk kanslist i krigskollegiet och konstnär.
Han var son till krigsrådet Henrik Vilhelm Ljungfelt och Maria Elonora Roos af Hjelmsäter. Ljungfelt var elev vid Konstakademien 1807 och bedömdes som en lovande miniatyrmålare. Hans konst består av små fint stämda landskapsmålningar på doslock. 